# Sitio de Buda (1541)
El Asedio de Buda duró desde el 4 de mayo hasta el 21 de agosto de 1541, acabando con la captura de la ciudad de Buda, Hungría por parte del imperio otomano y llevando a una ocupación que duraría 150 años hasta el sitio de 1686. El asedio, parte de la Pequeña Guerra en Hungría, fue una de las victorias más importantes del otomanas sobre el Imperio de Habsburgo durante las Guerras habsburgo-otomanas que tuvieron lugar entre los siglos XVI y XVIII en Hungría y los Balcanes.

## Asedio
Después de la Batalla de Mohács, el Reino de Hungría quedó dividido entre el Imperio otomano que venía invadiendo desde el este y el Imperio de Habsburgo qué había heredado el título de Rey de Hungría.
A la muerte de Juan I de Hungría, vasallo del imperio otomano, en 1540 su hijo Juan II, que era menor de edad, fue coronado rey bajo la regencia de su madre Isabella Jagellón y del obispo George Martinuzzi. El sultán Solimán el Magnífico lo aceptó bajo la condición de que los húngaros continuaran pagando su tributo al imperio otomano. Sin embargo, el nuevo rey no fue aceptado por los Habsburgo. Ferdinand I, Archiduque austriaco, envió un ejército de 50 000 soldados compuesto de tropas de Austria, Principados alemanas, Bohemia, y Hungría y mandado por Wilhelm von Roggendorf para asediar Buda. El ejército sitió Buda en el verano de 1541. El asedio estuvo mal comandado y hubo varios ataques fallidos que provocaron un alto número de bajas del lado de los Habsburgo.
Solimán El Magnífico tomó personalmente el mando de un ejército de rescate que incluía a más de 6300 jenízaros. El 21 de agosto, este ejército llegó a Buda y presentó batalla al ejército comandado por Wilhelm von Roggendorf. El ejército austriaco fue derrotado y 7000 hombres fueron masacrados o murieron ahogados en el río. Roggendorf también herido en la batalla y murió 2 días después a causa de sus daños.
Los otomanos ocuparon la ciudad, cuyos habitantes estaban festejando su liberación, gracias a una triquiñuela: mientras Solimán invitaba a su tienda al rey niño Juan II junto a los nobles húngaros, las tropas turcas empezaron lentamente a infiltrarse en la fortaleza como "turistas" en aparente admiración de la arquitectura de los edificios. Llegado el momento sacaron sus armas y desarmaron a la guardia y a todos los soldados. Mientras tanto, a los nobles húngaros retenidos en la tienda del sultán se les permitió volver a la ciudad para, junto a todos los habitantes de Buda, recoger sus posesiones y salir de la ciudad. Sólo Bálint Török, a quien Solimán consideraba un rival muy poderoso, quedó prisionero y fue encerrado de por vida en la Fortaleza de Yedikule.

## Consecuencias
El sitio de Buda fue una victoria otomana crucial en su lucha encontra de Fernando y los Habsburgo. La victoria trajo como resultado la ocupación de Hungría por el Imperio Otomano durante 150 años y es por lo tanto comparable en importancia a la Batalla de Mohács en 1526.
Carlos I se enteró de la derrota de su hermano Fernando a su llegada a Génova el 8 de septiembre de 1541. Sediento de venganza, se embarcó en una a expedición en contra de Argel, que acabó también en una sonora derrota para los Habsburgo.
Fernando intentaría más tarde en 1542 recuperar las ciudades de Buda y Pest pero fue repelido por los turcos.